# シエンクワーン王国
シエンクワーン王国（Xiangkhouang）は、現在のラオス・ベトナム国境にあった半独立の王国。首都はシエンクワーン（シェンクワン、現在のシエンクワーン県シエンクワーン郡）。

## 概略
シエンクワーンは、おおよそ現在のラオス・シエンクワーン県、及びベトナム・ゲアン省にまたがる地域であり、長年にわたってラーンサーン王朝の支配下にあった。
1787年、ベトナムに西山（タイソン）朝が成立すると、西山朝の太祖・阮文恵は、ラオス方面に勢力を於くことを画策した。同年、阮文恵は、当時ゲアン（乂安）にいたカイサーンに兵を率いてシエンクワーンに侵入させ、同地の領主に西山朝への入貢を要求した。これに対し、ラーンサーン王朝の末裔であるヴィエンチャン王国国王のナンタセーン・ポンマラオはすぐにシエンクアーンへ派兵し、カイサーンの軍勢を制圧した。しかし、翌1788年には3000の兵を従えたカイサーンが再び侵入し、結局ナンタセーン・ポンマラオはシエンクワーンの領主に対して西山朝への入貢を認めた。
これにより、シエンクワーンはヴィエンチャン王国領でありながら、ベトナム王朝（西山朝、及び阮朝）の勢力下に置かれるという、半独立した非常に不安定な地域となった。その後、ヴィエンチャン王国滅亡によりシエンクワーンはシャム（チャクリー王朝）の領地となったが、1893年にフランスが旧ルアンパバーン王国の宗主権をシャムから獲得すると、1899年にシエンクワーンはトンキンとルアンパバーンに分けられる形でインドシナ連邦に組み込まれた。